# ام‌وی پلی‌کرون
ام‌وی پلی‌کرون (به انگلیسی: MV Polycrown) یک کشتی بود که طول آن ۴۲۸ فوت ۸ اینچ (۱۳۰٫۶۶ متر) بود. این کشتی در سال ۱۹۴۳ ساخته شد.